# Радіомасив Аскар'яна
Радіомасив Аскар'яна (Askaryan Radio Array, ARA) — детектор, призначений для виявлення кількох нейтрино межею Грейзена-Зацепіна-Кузьміна на рік. Він вимірює посилення радіохвиль під час взаємодії нейтрино в антарктичному льодовому щиті. Реєстрація нейтрино засноване на ефекті Аскар'яна, відкритому Гургеном Аскаряном.
Цей метод реєстрації також використовується детекторами ANITA і RICE. Радіомасив Аскар'яна буде побудований навколо експерименту IceCube і охопить площу приблизно 100 квадратних кілометрів.
Прототип станції з 16 антенами, «випробувальний стенд ARA», був встановлений у січні 2011 року (сезон антарктичного літа 2010—2011 років), що дозволило Радіомасиву Аскар'яна передбачити майбутню чутливість приладу.
Першу станцію Радіомасиву Аскар'яна встановили в сезоні 2011—2012 років; станції 2 і 3 — в сезоні 2012—2013 років, а станції 4 і 5 — у сезоні 2017—2018 років. Станом на 2018 рік масив ARA мав п'ять станцій. Метою першої фази ARA є 37 станцій. ARA-37 покриє площу 200 км2 і буде чутливим до нейтрино з енергіями 1016–1019 еВ.

## Учасники
- Делаверський університет
- Гавайський університет
- Університет Канзасу
- Університет Меріленду
- Університет Небраски[en]
- Університет Вісконсину у Медісоні
- Вільний університет Брюсселя
- Університет штату Огайо
- Національний тайванський університет
- Університетський коледж Лондона
- Техніон
- Інститут Вейцмана
- Чиказький університет